# حسین خلعتبری
حسین خلعتبری مکرم (زاده ۱۳ مهر ۱۳۲۸ در رامسر – درگذشته ۱ فروردین ۱۳۶۴ در سنقر، دوگل‌بنده) سرگرد خلبان اف-۴ فانتوم ۲ نیروی هوایی شاهنشاهی ایران و نیروی هوایی ارتش جمهوری اسلامی ایران بود. وی نقش عمده‌ای در انهدام نیروی دریایی ارتش عراق در عملیات مروارید ایفا کرد. او به خاطر رشادت‌های فراوان در این عملیات به «شکارچی اوزا» معروف شد.

## زندگی و سابقه نظامی
وی در ۱۳ مهر ماه سال ۱۳۲۸ در روستای «بصل‌کوه» شهرستان رامسر به دنیا آمد. حسین دوران کودکی و جوانی را در رامسر سپری نمود و بعد از گذراندن دوران تحصیلات ابتدایی در چالک‌رود به تهران رفت و دیپلم گرفت. او در سال ۱۳۴۹ به خدمت سربازی اعزام شد و در لشکر ۹۲ زرهی اهواز خدمت کرد.
پس از گذراندن دوران سربازی، در سال ۱۳۵۱ به دلیل علاقهٔ وافری که به خلبانی داشت وارد دانشکدهٔ خلبانی نیروی هوایی شاهنشاهی ایران شد و بعد از گذراندن دورهٔ مقدماتی پرواز جهت طی نمودن دورهٔ پیشرفته به کشور آمریکا اعزام شد.
پیش از سفر به آمریکا، حسین خلعتبری به دیدار خانواده می‌شتابد و به مادرش وکالت می‌دهد که: «مادر تمام حقوق ماهیانه‌ام را برای رفع مشکلات نیازمندان هزینه کن.»
او در آمریکا دورهٔ آموزش خلبانی جنگنده فانتوم اف-۴ را در پایگاه هوایی شپارد در تگزاس گذراند.
استعداد زیاد او در یادگیری و در پی آن هدایت هواپیما، باعث شده بود به‌عنوان دانشجوی ممتاز شناخته شود و نام او را تمامی استادان به‌عنوان یک دانشجوی برجسته بر زبان آورند. در همین حین حسین به خاطر مهارت خاصی که در خلبانی داشت، دورهٔ شلیک موشک ماوریک که یک موشک هوابه‌سطح است و به‌وسیلهٔ آن می‌توان انواع شناورها را هدف قرار داد، را با موفقیت طی کند و به‌واسطهٔ این مهارت به او لقب حسین ماوریک را داده بودند.
سرانجام دورهٔ خلبانی وی پایان می‌یابد و او با دریافت گواهینامهٔ خلبانی اف-۴ فانتوم ۲ به ایران بازمی‌گردد و در پایگاه ششم شکاری بوشهر با درجهٔ ستوان دومی مشغول به خدمت می‌شود.

## عملیات البرز
در ۳۱ شهریور ۱۳۵۹ عراق با تهاجمی همه‌جانبه به ایران حمله می‌کند. بلافاصله پس از حملهٔ عراقی‌ها، نیروی هوایی ارتش جمهوری اسلامی ایران دست به کار شده و ترتیب انجام دو عملیات را در همان روز می‌دهد که بر اساس آن یکی از عملیات‌ها با رمز البرز به پایگاه هوایی بوشهر می‌رسد. ۴ فروند فانتوم مسلح به خلبانیِ حسین خلعتبری، سید علیرضا یاسینی، داوود اکرادی، حسن طالب‌مهر، حسین زندی و تعدادی دیگر از خلبانان نیروی هوایی به پرواز در می‌آیند. هدف، پایگاه هوایی شعیبیه در استان بصره بود. با رسیدن به هدف، حسین اهداف از پیش تعیین‌شده را بمباران می‌کند و سالم بازمی‌گردد.

## عملیات کمان ۹۹
در روز ۱ مهر ۱۳۵۹ عملیات گسترده‌ای از سوی نیروی هوایی ارتش با نام کمان ۹۹ آغاز می‌شود که طی آن ۲۰۰ فروند هواپیما به پرواز در می‌آیند و ۱۴۰ فروند از مرز عبور کرده و به مواضع دشمن بعثی در عراق حمله می‌کنند.
در این عملیات، حسین خلعتبری نقش عمده‌ای داشت. او از پایگاه ششم شکاری به پرواز درآمده و به‌عنوان فرماندهٔ یک دستهٔ ۸ فروندی اهداف مورد نظر را در بغداد، بمباران کرد.
هفت روز پس از این عملیات، حسین در مصاحبه با روزنامهٔ کیهان این گونه می‌گوید: «خلبانان نیروی هوایی جمهوری اسلامی ایران عملاً ثابت کردند که از هیچ صدامی واهمه ندارند و روحیه‌شان بسیار عالی است. از چندی پیش هواپیماهای عراقی به خاک ما تجاوز می‌کردند و ما تنها به تعقیب آن‌ها می‌پرداختیم ولی بعد از آن به ما مأموریت‌هایی داده شد که پایگاه‌های نظامی عراق را بمباران کنیم این پایگاه‌ها درست در قلب عراق قرار داشتند و ما مأموریت خود را با نهایت موفقیت بدون این که کوچک‌ترین ضربه‌ای به ما وارد شود، در خاک عراق انجام دادیم. در حملهٔ روز یکم مهر ماه (کمان ۹۹) مواضع حساس و مهم عراق در چند منطقه از جمله بغداد، بصره، ام‌القصر و… منهدم شد و این ضربهٔ محکمی بود که بر ارتش عراق وارد کردیم.»

## حضور در دیوان بین‌المللی دادگستری
خلعتبری نمایندهٔ نظامی ایران در دیوان بین‌المللی دادگستری در رابطه با پرونده کارکنان دیپلماتیک و کنسولی ایالات متحده در تهران بود. مأموریت او قرار بود دو ماه طول بکشد، اما او پس از ۱۵ روز به ایران بازگشت. وی در رابطه با دلیل بازگشت زودهنگام خود گفته است: «نمی‌توانم شب‌ها و روزها را در سوئیس با آرامش طی کنم درحالی که جنگنده‌های دشمن آرامش را از هموطنانم گرفته‌اند».

## عملیات مروارید
در روزهای ابتدایی آذر ۱۳۵۹ طبق هماهنگی‌های به‌عمل‌آمده از سوی نیروهای هوایی و دریایی ارتش ایران، قرار می‌شود در روز ۷ آذر، نیروی دریای و هوایی به دو اسکلهٔ البکر و الامیه حمله کنند.
برای این عملیات، خلعتبری به همراه تعدادی دیگر از خلبانان نیروی هوایی همچون عباس دوران، علیرضا نمکی، سید علیرضا یاسینی و حسین زندی برای این مأموریت انتخاب می‌شوند. خلبانان در این عملیات، چند ناوچه اوسای عراقی را غرق کردند. طی این عملیات، بخش اعظم نیروی دریایی عراق شامل ۲۳ فروند کشتی مین‌روب، ناوچه و قایق موشک‌انداز اوزا از بین رفت و این نیرو عملاً از صحنهٔ جنگ ایران و عراق حذف شد. در این عملیات، خلعتبری به همراه حسین زندی، علیرضا یاسینی و عباس دوران، در مجموع بیش از ۲۵ سورتی پرواز عملیاتی داشتند. پس از پایان این عملیات، با توجه به تبحری که حسین خلعتبری در شلیک موشک ماوریک از خود نشان داد به القابی چون «شکارچی اوزا» یا «حسین ماوریک» مشهور شد. او سپس مدتی را در هوانیروز جهت آموزش خلبانان بالگرد جنگندهٔ کبرا برای شلیک و کاربرد موشک ماوریک سپری کرد.
مدتی از جنگ گذشته بود که خلعتبری برای دفاع از حقوق ایران که درگیر جنگی ناخواسته شده بود، به‌عنوان نمایندهٔ ویژهٔ ایران در دیوان بین‌المللی دادگستری در لاهه، هلند حضور می‌یابد تا از حق ایران دفاع کند و در این امر خطیر با ابتکار عملی که در آن جا بروز داد، حقانیت ایران را در جنگ ثابت کرد.
باوجود این که مدت مأموریت او در دیوان بین‌المللی دادگستری ۲ ماه بود، ادامه امور را به کاردار ایران در سوئیس سپرد و پس از ۱۵ روز به کشور بازگشت و در پاسخ به این سؤال که چرا تا پایان مأموریت در آن جا نمانده است، می‌گوید: نمی‌توانم شب‌ها و روزها را در سوئیس با آرامش طی کنم درحالی که جنگنده‌های دشمن آرامش را از هموطنانم گرفته‌اند.

## درگذشت
روز ۱ فروردین ۱۳۶۴، سرگرد خلعتبری و ستوان محمدزاده به‌عنوان افسر شیفت در پایگاه سوم شکاری همدان حضور داشتند. ناگهان صدای آژیر بلند می‌شود و در پایگاه اعلام حالت آماده‌باش می‌شود.
سرگرد حسین خلعتبری به همراه خلبان کابین عقب خود ستوان «عیسی محمدزاده عروس محله» با یک فروند هواپیمای فانتوم دی با نام رمز سلیمان ۳۱ برای مقابله با هواپیماهای دشمن به پرواز در می‌آیند. آن‌ها در استان کرمانشاه در آسمان سنقر با دو فروند میگ-۲۳ و یک فروند میگ-۲۵ عراقی درگیر شده و در ارتفاع ۳۵۰۰۰ پایی یکی از میگ‌های ۲۳ را هدف قرار داده و منهدم می‌کنند.
در همین حین از ایستگاه‌های رادار زمینی مرزی به اطلاع خلعتبری می‌رسانند که یک فروند میگ-۲۵پی‌دی، در تعقیب آن‌هاست. میگ-۲۵ اقدام به شلیک یک تیر موشک آر-۴۰ کرد و این موشک با فانتوم خلعتبری برخورد می‌کند. ستوان محمدزاده موفق می‌شود اجکت کند و به‌سختی از ناحیهٔ دست راست، آسیب می‌بیند و توسط نیروهای امداد و نجات نیروی هوایی نجات پیدا می‌کند؛ ولی حسین خلعتبری فرصت اجکت پیدا نمی‌کند و کشته می‌شود.
تلویزیون عراق با اعلام این خبر اعلام کرد که موفق شده یکی از بهترین خلبانان ایرانی را از بین ببرد.

### وصیت‌نامه[۱۷]
اگر ذره‌ای از خاک وطنم به پوتین سرباز دشمن چسبیده باشد، آن را با خونم در خاک وطن می‌شویم و مرگ در این راه را افتخار می‌دانم و اگر ارزشمندتر از جانم هدیه‌ای داشتم، حتماً به این مردم تقدیم می‌کنم.— از وصیت‌نامه حسین خلعتبری

## در فرهنگ و هنر
- کتاب آسمان دریا را بلعید، کتاب خاطرات حسین خلعتبری است که توسط رحیم مخدومی گردآوری شده است. نشر شاهد، این کتاب را در سال ۱۳۷۸ منتشر کرد. در بخشی از این کتاب او دلیل اراده بالایش در جنگ را اینگونه توضیح می‌دهد:ما می‌جنگیم برای بقای بچه‌ها در آینده، تا در رفاه بیشتری زندگی کنند؛ نه اینکه شخص خودمون چون ما زندگی مان را کردیم، در ازای دِینی که داریم باید بجنگیم و بمیریم، ولی در ازای آن مردن برای ما افتخار بزرگی است.
- سلحشور چهل ویکم، کتاب منتشرشده توسط انتشارات آویدا

## جایزه‌ها و نشان‌های افتخار
این بخش شامل نشان‌ها و جایزه‌های رسمی حسین خلعتبری است که بر روی یونیفرم او نصب می‌شود، ولی جایزه‌های غیرنظامی و غیررسمی را در برنخواهد گرفت.

### آرم‌ها
| آجا | خلبان F-4 |

### نوار نشان‌ها
| نشان درجه دو فتح |  |  |
|                  |  |  |
|                  |  |  |

### نام نشان‌ها
| نشان فتح درجه دو       |                     |              |
| دوره دافوس             | دوره علوم استراتژیک |              |
| دوره سوم دانشگاه افسری | دوره عالی           | دوره مقدماتی |